# Radu Cosașu
Radu Cosașu (născut Oscar Rohrlich; n. 29 octombrie 1930, Bacău, România – d. 23 aprilie 2023, București, România) a fost un scriitor român, unul dintre cei mai apreciați autori români de nuvele.
S-a născut într-o familie mic-burgheză evreiască, fiind fiul lui Isac Rohrlich, contabil, și al Melaniei (născută Wassermann).

## Studii
După ce a absolvit liceul la București (1940-1948), a urmat un an de studii la Facultatea de Litere (1948-1949). A fost apoi recrutat pentru Școala de Literatură și Critică Literară „Mihai Eminescu” (1952-1953) unde a fost coleg cu Nicolae Labiș.
După 23 august 1944, Radu Cosașu pornise prin a fi un admirator sincer al socialismului real, pentru ca, după evenimentele din Ungaria din anul 1956 și, mai ales, după Primăvara de la Praga, din 1968, să-și reconsidere ferm opțiunile.

## Activitatea profesională
A început ca reporter la Revista elevilor (1948-1949), unde a și debutat în 1948,a continuat ca redactor la Scânteia tineretului (1949). A lucrat ca frezor la Uzinele Timpuri Noi în 1950 și a revenit apoi ca redactor la Scânteia tineretului (1953-1956), de unde a fost concediat, după ce a lansat teoria "adevărului integral" la Congresul Tinerilor Scriitori (1956) (susținând că literatura trebuie să înfățișeze „adevărul integral" și nu unul selectat tendențios, după o logică propagandistică), rămânând fără loc de muncă mai bine de un deceniu. Colaborează la diverse reviste și publică numeroase volume de nuvele sau romane (v. ciclul „Supraviețuiri").

### Debut editorial
A debutat editorial sub pseudonimul Radu Costin în 1952 cu un volum de proză patriotică Servim Republica Populară Română. În 1968 publică volumul de satiră „Maimuțele personale” pe care Radu Cosașu îl considera adevăratul lui debut.

### Publicistică
A fost redactor la ziarul Sportul Popular și la revistele Cinema (1967-1987), Dilema (1993-2004) și Dilema veche. A deținut temporar rubrici la reviste precum "Tribuna", "Flacăra", la ziarele "Sportul"/'Gazeta sporturilor" și "Informația Bucureștiului" iar uneori semna articolele cu pseudonimul Belphegor. De asemenea, a avut rubrici la România literară unde scris povestiri cu un marcat caracter autobiografic, iar literatura sa are un filon eseistic foarte pronunțat.
După 1989, a fost co-fondator, alături de Andrei Pleșu, Tita Chiper și Zigu Ornea, al revistei de cultură Dilema (astăzi, Dilema veche) și a colaborat la diverse alte publicații.

### Teatru și film
Radu Cosașu a scris și piese de teatru precum "Mi se pare romantic" în 1961 și "Scurt program cu bossanove" în 1966. Tot în 1966  Cosașu a scris scenariul pentru Un film cu o fată fermecătoare, film regizat de Lucian Bratu ce îi are ca protagoniști pe Margareta Pâslaru și Ștefan Iordache,

## Volume publicate
- Servim Republica Populară Română, Editura Tineretului, București, 1952 (volumul e semnat cu pseudonimul Radu Costin).
- Opiniile unui pământean, Editura Tineretului, București, 1957.
- Lumină!, Editura Tineretului, București, 1959.
- Energii, ESPLA, București, 1960.
- Nopțile tovarășilor mei, Editura Tineretului, București, 1962.
- Omul, după 33 de ani, scapă, Editura Tineretului, București, 1963.
- A înțelege sau nu: vieți paralele în toamna lui '44, Editura pentru Literatură, București, 1965.
- Maimuțele personale, Editura pentru Literatură, București, 1968.
- Viața în filmele de cinema, Editura Meridiane, București, 1972.
- Un august pe un bloc de gheață, Editura Eminescu, București, 1971; ediție electronică Editura LiterNet, 2003.
- Seria Supraviețuiri:
  - vol. I - Editura Cartea Românească, București, 1973.
  - vol. II - Editura Cartea Românească, București, 1977.
  - vol. III - Meseria de nuvelist, Editura Cartea Românească, București, 1980.
  - vol. IV - Ficționarii, Editura Cartea Românească, București, 1983.
  - vol. V - Logica, Editura Cartea Românească, București, 1985.
  - vol. VI - Cap limpede, Editura Cartea Românească, București, 1989.
- Alți doi ani pe un bloc de gheață, Editura Eminescu, București, 1974.
- Ocolul Pămîntului în 100 de știri, Editura Cartea Românească, 1974.
- Cinci ani cu Belphegor, Editura Sport-Turism, București, 1975.
- Povești pentru a-mi îmblânzi iubita, Editura Cartea Românească, București, 1978.
- O viețuire cu Stan și Bran, Editura Eminescu, București, 1981.
- Sonatine, Editura Cartea Românească, București, 1987.
- Mătușile din Tel-Aviv, Editura IMPEX ’92, București, 1993.
- O supraviețuire cu OSCAR, Editura HASEFER, București, 1997.
- ÎnSISIFicarea la noi pe Boteanu, Ed. Fundației Culturale Române, București, 1998.
- Autodenunțuri și precizări, Editura HASEFER, București, 2001.
- Supraviețuirile 1 – Rămășițele mic-burgheze, Editura Fundației PRO, București, 2002.
- Supraviețuirile 2 – Armata mea de cavalerie, Editura Fundației PRO, București, 2003.
- Supraviețuirile 3 – Logica, Editura Fundației PRO, București, 2004.
- Supraviețuirile 4 – Pe vremea cînd nu mă gîndeam la moarte, Editura Fundației PRO, București, 2005.
- Supraviețuirile 5 – Gărgăunii, Editura Fundației PRO, București, 2006[18]
- Supraviețuirile 6. În jungla unui bloc de gheață, Editura Polirom, Colectia „Ego-grafii”, Iași, 2007, 240 p [19]
- As time goes by (ediție electronică) Editura LiterNet, 2004.
- Viata ficțiunii după o revoluție, Editura Polirom, Colecția „Fiction Ltd.”, Iași, 2016.
- Fotbal plus ai mei și ai noștri, Editura Polirom, Colecția „Fiction Ltd.”, Iași, 2017.
- Anti-damblale, Editura Polirom, Colecția „Fiction Ltd.”, Iași, 2018.
- Seria Opere (Editura Polirom):
  - vol. I - Maimuțele personale; Povesti pentru a-mi îmblînzi iubita; Alți doi ani pe un bloc de gheață;
  - vol. II - O viețuire cu Stan și Bran; Sonatine;
  - vol. III - Cinci ani cu Belphegor; Mătușile din Tel Aviv;
  - vol. IV - Supraviețuirile - 1. Rămășițele mic-burgheze. 2. Armata mea de cavalerie;
  - vol. V - Supraviețuirile - 3. Logica;
  - vol. VI - Supraviețuirile - 4. Pe vremea cînd nu ma gîndeam la moarte. 5. Gărgăunii

## Volume colective
- Cu ochii-n 3,14, cu ilustrații de Dan Stanciu, coord. de  Ana Maria Sandu - Magdalena Boiangiu, Tita Chiper, Marius Chivu, Adrian Cioroianu, Radu Cosașu, Adrian Damian, Cristian Ghinea, Stela Giurgeanu, Andrei Manolescu, Matei Martin, Patricia Mihail, Ruxandra Mihăilă, Cristian Munteanu, Cezar Paul-Bădescu, Matei Pleșu, Adina Popescu, Iaromira Popovici, Ana Maria Sandu, Simona Sora, Dan Stanciu, Mădălina Șchiopu, Alex. Leo Șerban, Cristina Ștefan, Ruxandra Tudor, Mircea Vasilescu, Luiza Vasiliu, Delia Verdeș-Radu; Ed. Humanitas, 2016.

## Premii și distincții
- Premiul Ion Creangă al Academiei Române în 1975
- Premiul Uniunii Scriitorilor, 1971, 1989
- Premiul național pentru literatură, Uniunea Scriitorilor, 2007[20]
- Premiul „Gheorghe Crăciun” pentru Opera Omnia, din partea revistei Observator cultural [21]
- Ordinul „Meritul Cultural”, în grad de Mare Ofițer, 2004[22]
- Premiul de excelență Gala Premiilor "Ioan Chirilă" pentru gazetari sportivi, 2010[23]
- Premiului "Constantin Țoiu" pentru Opera Omnia la Gala Premiilor Uniunii Scriitorilor din România, pentru anul 2017[15]
- Premiu „Aurel Neagu” pentru întreaga carieră, Asociația Presei Sportive, 2022[20]